# Miyakojima (isola)
Miyakojima (宮古島?), in lingua di Miyako: ミャーク, Myaaku; in lingua di Okinawa: ナーク, Naaku, è la più grande e la più popolata tra le isole Miyako, nella prefettura di Okinawa, in Giappone. Fa parte del vasto arcipelago delle Ryūkyū, che si estende tra l'isola di Honshū e Taiwan. Con i suoi 158,7 km², Miyakojima è la quarta isola più grande della prefettura. È situata a circa 300 km a sud-ovest dell'isola di Okinawa e a 400 km ad est di Taiwan.
È famosa per le sue bellezze naturali ed è una importante meta turistica. In particolare, il suo Capo Orientale (東平安名岬?, Higashi-hennazaki) è stato inserito tra i monumenti designati del Giappone per la sua bellezza scenica.
È collegata con dei ponti alle vicine isole di Ikemajima (池間島?, Ikema-jima) e Kurimajima (来間島?, Kurima-jima)

## Geografia
L'isola ha una forma triangolare ed è pianeggiante, il rilievo più alto, Yokodake, raggiunge appena i 115 m. Il terreno arabile è coltivato soprattutto con la canna da zucchero. I paesaggi delle varie spiagge, tra le quali vanno ricordate quelle di Yonaha-maehama e di Sunayama, sono diversi tra loro, ma hanno in comune una vegetazione rigogliosa.
Il mare di Miyakojima si distingue per l'acqua cristallina e la barriera corallina, che fanno dell'isola un paradiso per gli appassionati di immersioni subacquee. Oltre alle formazioni rocciose generate dai coralli, vi sono altri tipi di rocce calcaree tipiche delle Ryūkyū, arenite ed argilla.
Il centro abitato più importante è Hirara, che era il capoluogo delle Miyako prima della riorganizzazione delle loro municipalità. A partire dal 1º ottobre 2005, il territorio dell'isola fa parte della città (市?, shi) di Miyakojima, che ha una propria giunta comunale. Tale nuova municipalità (市町村区?, shichōsonku) comprende anche le altre isole Miyako, ad eccezione di Taramajima e Minnajima che formano il villaggio (村?, son) di Tarama, amministrato dal distretto di Miyako (宮古郡?, Miyako-gun), del quale è l'unico comune.

### Clima
| Miyakojima (1991-2020) Fonte: JMA                    | Mesi        | Mesi        | Mesi        | Mesi        | Mesi        | Mesi        | Mesi        | Mesi        | Mesi        | Mesi        | Mesi        | Mesi        | Stagioni | Stagioni | Stagioni | Stagioni | Anno    |
| Miyakojima (1991-2020) Fonte: JMA                    | Gen         | Feb         | Mar         | Apr         | Mag         | Giu         | Lug         | Ago         | Set         | Ott         | Nov         | Dic         | Inv      | Pri      | Est      | Aut      | Anno    |
| ---------------------------------------------------- | ----------- | ----------- | ----------- | ----------- | ----------- | ----------- | ----------- | ----------- | ----------- | ----------- | ----------- | ----------- | -------- | -------- | -------- | -------- | ------- |
| T. max. media (°C)                                   | 20,6        | 21,1        | 22,8        | 25,1        | 27,7        | 30,3        | 31,7        | 31,3        | 30,1        | 27,8        | 25,3        | 22,2        | 21,3     | 25,2     | 31,1     | 27,7     | 26,3    |
| T. media (°C)                                        | 18,3        | 18,6        | 20,1        | 22,5        | 25,0        | 27,7        | 28,9        | 28,6        | 27,6        | 25,5        | 23,1        | 20,0        | 19,0     | 22,5     | 28,4     | 25,4     | 23,8    |
| T. min. media (°C)                                   | 16,3        | 16,6        | 17,9        | 20,4        | 23,0        | 25,7        | 26,8        | 26,5        | 25,6        | 23,8        | 21,3        | 18,2        | 17,0     | 20,4     | 26,3     | 23,6     | 21,8    |
| T. max. assoluta (°C)                                | 27,0 (1972) | 27,6 (2010) | 28,6 (1998) | 30,7 (1964) | 33,3 (1963) | 35,1 (1971) | 35,3 (1971) | 34,2 (1988) | 34,2 (1963) | 32,5 (1952) | 30,9 (1972) | 28,8 (2018) | 28,8     | 33,3     | 35,3     | 34,2     | 35,3    |
| T. min. assoluta (°C)                                | 6,9 (1967)  | 7,3 (1977)  | 8,6 (1963)  | 11,4 (1969) | 15,2 (1965) | 17,4 (1964) | 21,4 (1968) | 21,2 (1938) | 19,7 (1997) | 17,2 (1942) | 12,9 (1975) | 9,6 (1967)  | 6,9      | 8,6      | 17,4     | 12,9     | 6,9     |
| Giorni di calura (Tmax ≥ 30 °C)                      | 0,0         | 0,0         | 0,0         | 0,1         | 4,5         | 19,8        | 28,6        | 27,2        | 17,9        | 3,4         | 0,2         | 0,0         | 0,0      | 4,6      | 75,6     | 21,5     | 101,7   |
| Nuvolosità (okta al giorno)                          | 8,0         | 7,8         | 7,6         | 7,7         | 7,6         | 7,4         | 6,2         | 6,3         | 6,4         | 6,7         | 7,3         | 7,7         | 7,8      | 7,6      | 6,6      | 6,8      | 7,2     |
| Precipitazioni (mm)                                  | 138,8       | 119,8       | 138,7       | 148,7       | 222,3       | 194,7       | 151,6       | 257,4       | 259,3       | 157,9       | 139,8       | 147,2       | 405,8    | 509,7    | 603,7    | 557,0    | 2 076,2 |
| Giorni di pioggia                                    | 12,3        | 10,8        | 10,9        | 9,9         | 10,7        | 9,8         | 9,3         | 12,2        | 11,2        | 10,0        | 10,9        | 11,9        | 35,0     | 31,5     | 31,3     | 32,1     | 129,9   |
| Giorni di nebbia                                     | 0,0         | 0,0         | 0,1         | 0,3         | 0,1         | 0,0         | 0,0         | 0,0         | 0,0         | 0,0         | 0,0         | 0,0         | 0,0      | 0,5      | 0,0      | 0,0      | 0,5     |
| Umidità relativa media (%)                           | 72          | 74          | 76          | 79          | 82          | 84          | 80          | 81          | 79          | 75          | 74          | 71          | 72,3     | 79       | 81,7     | 76       | 77,3    |
| Radiazione solare globale media (centesimi di MJ/m²) | 8,7         | 10,6        | 13,2        | 15,5        | 17,6        | 20,2        | 21,9        | 19,6        | 17,3        | 14,2        | 10,9        | 8,7         | 28,0     | 46,3     | 61,7     | 42,4     | 178,4   |
| Ore di soleggiamento mensili                         | 85,5        | 90,3        | 116,0       | 122,9       | 149,3       | 191,9       | 241,0       | 210,9       | 179,3       | 151,9       | 112,3       | 92,7        | 268,5    | 388,2    | 643,8    | 443,5    | 1 744,0 |
| Pressione a 0 metri s.l.m. (hPa)                     | 1 015,2     | 1 014,3     | 1 012,3     | 1 009,5     | 1 005,9     | 1 003,6     | 1 003,1     | 1 002,0     | 1 004,1     | 1 008,8     | 1 012,6     | 1 015,0     | 1 014,8  | 1 009,2  | 1 002,9  | 1 008,5  | 1 008,9 |
| Tensione di vapore (hPa)                             | 15,4        | 16,2        | 18,3        | 21,9        | 26,2        | 31,2        | 31,8        | 31,6        | 29,1        | 24,7        | 21,1        | 16,9        | 16,2     | 22,1     | 31,5     | 25,0     | 23,7    |
| Vento (direzione-m/s)                                | NNE 4,9     | NNE 4,8     | NNE 4,6     | S 4,4       | S 4,0       | SSW 4,5     | SSW 4,4     | S 4,2       | NE 4,6      | NE 5,3      | NE 5,2      | NNE 5,3     | 5,0      | 4,3      | 4,4      | 5,0      | 4,7     |

## Cultura

### Lingua
Nelle isole Miyako si parla la lingua di Miyako, una delle tante lingue ryukyuane.

### Alimenti e bevande
Un piatto caratteristico dell'isola è la soba di Miyako, dei tagliolini di grano saraceno in brodo che sono una variante della soba di Okinawa.
La tradizionale acquavite di riso detta Awamori, che viene prodotta e consumata in tutte le isole di Okinawa, viene spesso bevuta a Miyakojima con una sorta di rito, proprio dell'isola, chiamato Otori. Questa tradizione si verifica quando si beve in compagnia; l'addetto alla mescita del distillato lo passa, partendo dalla sua destra, agli altri convenuti disposti in cerchio. La bevanda viene accompagnata da una particolare forma nel brindare e viene servita assieme a dei toast.

### Folklore
Nell'isola si tiene il Paantu (パーントゥ), un festival tradizionale che si svolge nel nono mese del calendario lunare. Durante il rito propiziatorio, tre uomini ricoperti di fango ed erba si aggirano tra la folla sporcandola di fango. Le persone che sono state sporcate dai Pantu avranno un anno di protezione contro la malasorte. Di solito, i nuovi proprietari di abitazioni chiedono che anche la loro casa riceva questo singolare tipo di benedizione.

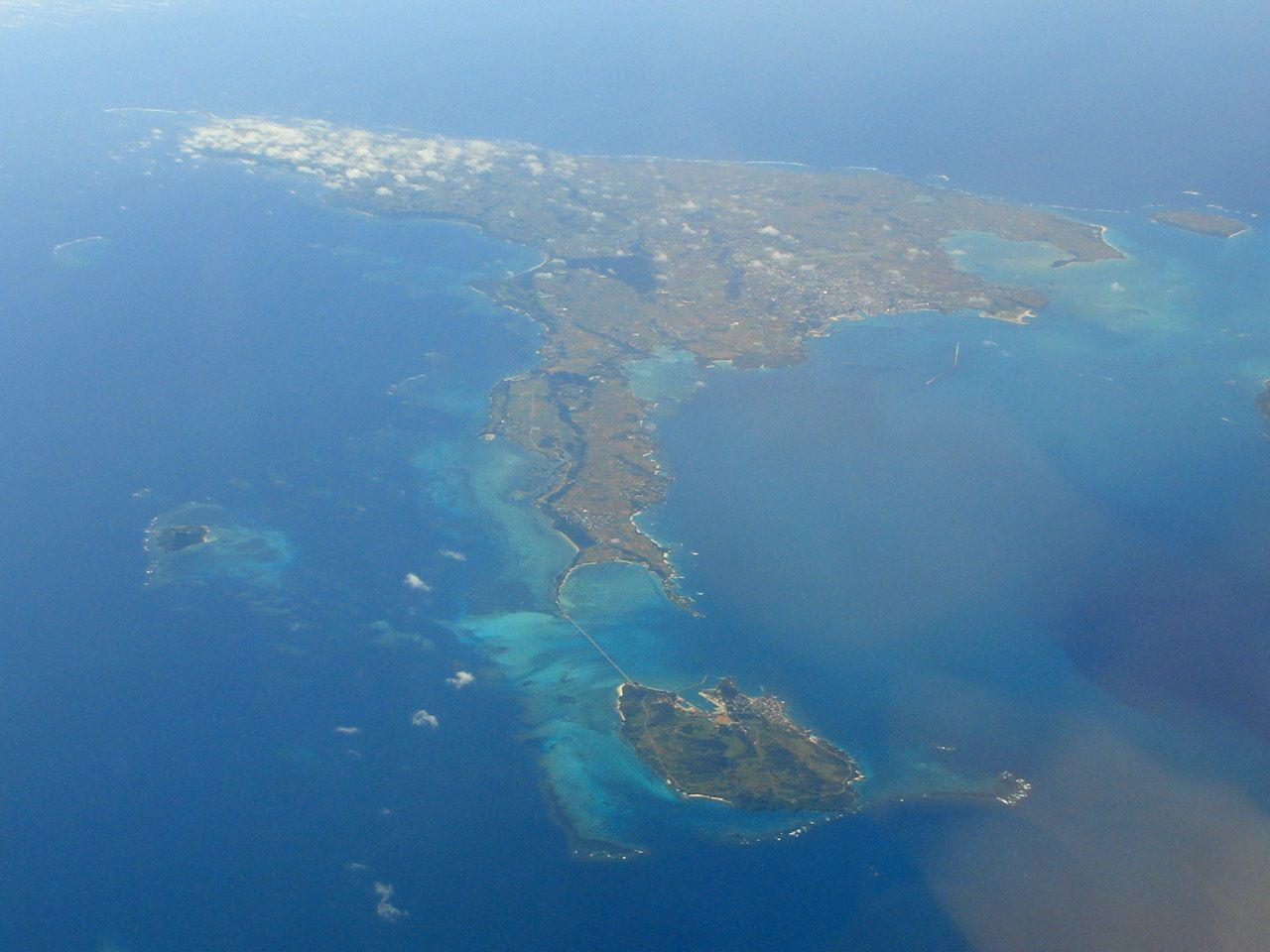
Vista aerea da nord di Miyakojima

## Trasporti

### Via aerea
L'isola è accessibile principalmente con il servizio aereo. L'aeroporto di Miyako è servito da un numero limitato di compagnie aeree, che operano collegamenti con Naha, nell'isola di Okinawa, Tokyo, Osaka, Ishigaki, nelle isole Yaeyama e con la vicina Tarama.

### Via mare
I servizi di traghetti collegano l'isola con Taramajima e con Irabujima, con partenze dal porto di Hirara.

### Stradali
Esiste una sviluppata rete stradale che collega le varie zone dell'isola, oltreché Ikemajima e Kurimajima. Il servizio di autobus si compone di 6 diverse linee.

## Economia
Le voci principali dell'economia isolana sono il turismo, l'agricoltura e la pesca.